# Nichtverfärbender Schneckling
Der Nichtverfärbende Schneckling (Hygrophorus cossus, Syn.: Hygrophorus quercetorum, Hygrophorus eburneus var. quercetorum) ist ein Blätterpilz aus der Familie der Schnecklingsverwandten (Hygrophoraceae). Der schmierige bis schleimige Hut ist jung weißlich und im Alter cremefarben. Die anfangs weißlichen Lamellen werden später cremegelblich. Die Basis des ringlosen, schmierig bis schleimigen Stiels verfärbt sich mit Kalilauge nur schwach ocker- bis rötlichbraun. Auffällig ist der aromatisch-säuerliche Geruch. Der Mykorrhizapilz ist mit Eichen vergesellschaftet und in ganz Europa verbreitet. Er wurde auch in Nordafrika nachgewiesen. Der bedingt essbare Pilz wird auch Falscher Elfenbein-, Eichen- oder Starkriechender Schneckling genannt.

## Merkmale

### Makroskopische Merkmale
Der nicht sehr fleischige Hut hat einen Durchmesser von 3–9 cm. Die Hutoberfläche ist zumindest im feuchten Zustand deutlich schleimig und anfangs matt weiß. Bei alten Fruchtkörpern verfärbt sich der Hut creme- bis blass ockerfarben.
Auch die bogigen Lamellen sind anfangs weißlich und werden später gräulich-cremefarben. Sie stehen ziemlich entfernt. Der ebenfalls weiße, schmierig bis schleimige und ringlose Stiel ist 5–6 cm lang und 0,6–2 cm breit. Die Stielbasis ist mehr oder weniger zugespitzt und verfärbt sich mit konzentrierter Kalilauge schwach ocker bis bräunlich, aber niemals orange.
Auch das Fleisch ist weiß und riecht unangenehm essigartig, etwa so wie Holzessig. Einen sehr ähnlichen Geruch sondern Raupen des Weidenbohrers (Cossus cossus) ab, wenn sie verletzt werden. Dieser Nachtfalter wird in England daher auch als Goat moth (Ziegenmotte) bezeichnet. Andere Mykologen vergleichen den Geruch des Eichen-Schnecklings mit faulendem Obst, Artischocke, Topinambur oder „ranzigem Kokosöl“. Das Sporenpulver ist weiß.

### Mikroskopische Merkmale
Die elliptischen bis ovalen Sporen sind etwa 7–9 µm lang und 4–5 µm breit. Sie sind glatt und inamyloid. Der durchschnittliche Q-Wert (Quotient aus Sporenlänge und -breite) liegt zwischen 1,7 und 1,8. Die Pileipellis (Huthaut) ist ein Ixotrichoderm und enthält keine gelben Pigmentklümpchen. Die Hyphenenden in der Pileipellis sind zylindrisch und nur 2–4 µm breit. Die Stipitipellis ist ebenfalls ein Ixotrichoderm.

## Artabgrenzung
Es gibt in Mitteleuropa etwa 10 weiße Schnecklingsarten, die dem Nichtverfärbenden Schneckling recht ähnlich sehen können. Drei nahe verwandte Arten sind ihm besonders ähnlich, da ihr Hut und Stiel ebenso schleimig ist und sie einen ähnlich aromatisch-säuerlichen Geruch (Cossus-Geruch) haben.
Beim Elfenbein-Schneckling (Hygrophorus eburneus), bleibt der Hut auch im Alter weißlich, lediglich die Mitte kann leicht cremegelblich getönt sein. Auch im getrockneten Zustand bleibt der Fruchtkörper weißlich bis cremefarben. Die Lamellen des Pilzes sind weißlich bis creme-gelblich (im Alter). Sein nicht so starker Cossusgeruch hat eine fruchtige Komponente (nach M. Bon an Mandarinenschalen erinnernd). Nur seine Stielbasis verfärbt sich mit konzentrierter Kalilauge feurig orange bis orangebräunlich. Das wichtigste Unterscheidungsmerkmal ist der Standort. Der Elfenbein-Schneckling wächst bei Rotbuchen.
Auch der Verfärbende Schneckling (Hygrophorus discoxanthus), der lange Zeit fälschlich den Namen H. cossus trug, ist ein Rotbuchenbegleiter. Seine Lamellen sind jung weißlich, dann rostbraun und der Hut ist anfangs weiß, dann vom Rand her zunehmend rotbräunlich. Sein ganzer Fruchtkörper verfärbt sich mit KOH gelbbraun. Die getrockneten Fruchtkörper nehmen eine rostbräunliche Farbe an.
Sehr ähnlich ist auch der Birken-Schneckling (Hygrophorus hedrychii), der ebenfalls den typischen Cossusgeruch besitzt. Der Hut ist weiß und später in der Hutmitte fleischrötlich-cremefarben. Die Lamellen sind weiß und haben eine deutlich fleischrötliche Tönung. Die Kalilaugen-Reaktion ist schwach und undefiniert wie beim Eichen-Schneckling und irgendwo zwischen bräunlich-gelblich oder ocker. Der Birken-Schneckling ist mit Birken vergesellschaftet.
Häufig werden noch der Fichten-Schneckling (Hygrophorus piceae) und der der Goldzahn-Schneckling (Hygrophorus chrysodon) als Verwechslungsarten genannt. Beiden fehlt der schleimige Stiel und der typische Cossusgeruch. Der Hutrand des Goldzahn-Schnecklings ist mit goldgelben Flöckchen versehen. Der Fichten-Schneckling ist und bleibt völlig weiß und hat seinen Standort in Gebirgsfichtenwäldern.

## Ökologie und Verbreitung

Europäische Länder mit Fundnachweisen des Nichtverfärbenden Schnecklings.
Legende:
Länder mit Fundmeldungen
Länder ohne Nachweise
keine Daten
außereuropäische Länder

Der Nichtverfärbende Schneckling ist wohl in ganz Europa verbreitet. In Schweden reicht sein Verbreitungsgebiet bis nach Uppsala, die genaue Nordgrenze des Verbreitungsgebietes ist unklar, da der Name Hygrophorus cossus in Nordeuropa fälschlich für den Birken-Schneckling verwendet wurde und es besonders bei Funden vor 2005 vermutlich viele Fehlbestimmungen gibt. Auch Nachweise von Island und Grönland müssen wohl als Fehlbestimmungen gewertet werden. Im Süden scheint er zumindest im größten Teil des Mittelmeergebietes verbreitet zu sein. Unter anderen wurde er auch in Tunesien und Marokko gefunden. In Griechenland wurde er sowohl in Eichen- als auch in Rotbuchenwäldern nachgewiesen. Ob es sich bei den Nachweisen aus den Rotbuchenwäldern um Fehlbestimmungen handelt, oder ob der Pilz hier bei eingestreuten Eichen gefunden wurde, ist unklar. Auch in Bulgarien scheint der Pilz weit verbreitet zu sein.
In Nordamerika wurde Hygrophorus cossus sowohl in den USA als auch in Kanada nachgewiesen. Ob die Funde dort wirklich mit der europäischen Art identisch sind, ist fraglich. Bisher (Stand 2016) gibt es jedenfalls noch keine Sequenzdaten, die das sicher belegen würden.
In Deutschland ist die Art wohl recht selten (In der Datenbank Pilze-Deutschland.de gibt es 50 Fundnachweise für Hygrophorus quercetorum und 177 für Hygrophorus cossus). Möglicherweise wird er aber von vielen Mykologen nicht vom ähnlichen Elfenbein-Schneckling unterschieden. In der Verbreitungsdatenbank (SwissFungi) ist der Pilz nicht gelistet, während er in der Datenbank der Pilze Österreichs noch als Hygrophorus eburneus var. quercetorum geführt wird. Hier kommt er nur im östlichen Landesteil vor (Niederösterreich, Wien, Burgenland und vereinzelt in der südlichen Steiermark).
Der Schneckling scheint streng an Eichen gebunden zu sein. Im Mittelmeergebiet wurde er bei Steineichen (Südfrankreich) und Korkeichen (Tunesien) nachgewiesen. Der Pilz soll Kalkböden bevorzugen, wie stark seine Bindung an Kalkböden ist, lässt sich derzeit nicht abschätzen. Bei Funden in Österreich ist eine ausgeprägte Kalkabhängigkeit nicht erkennbar.

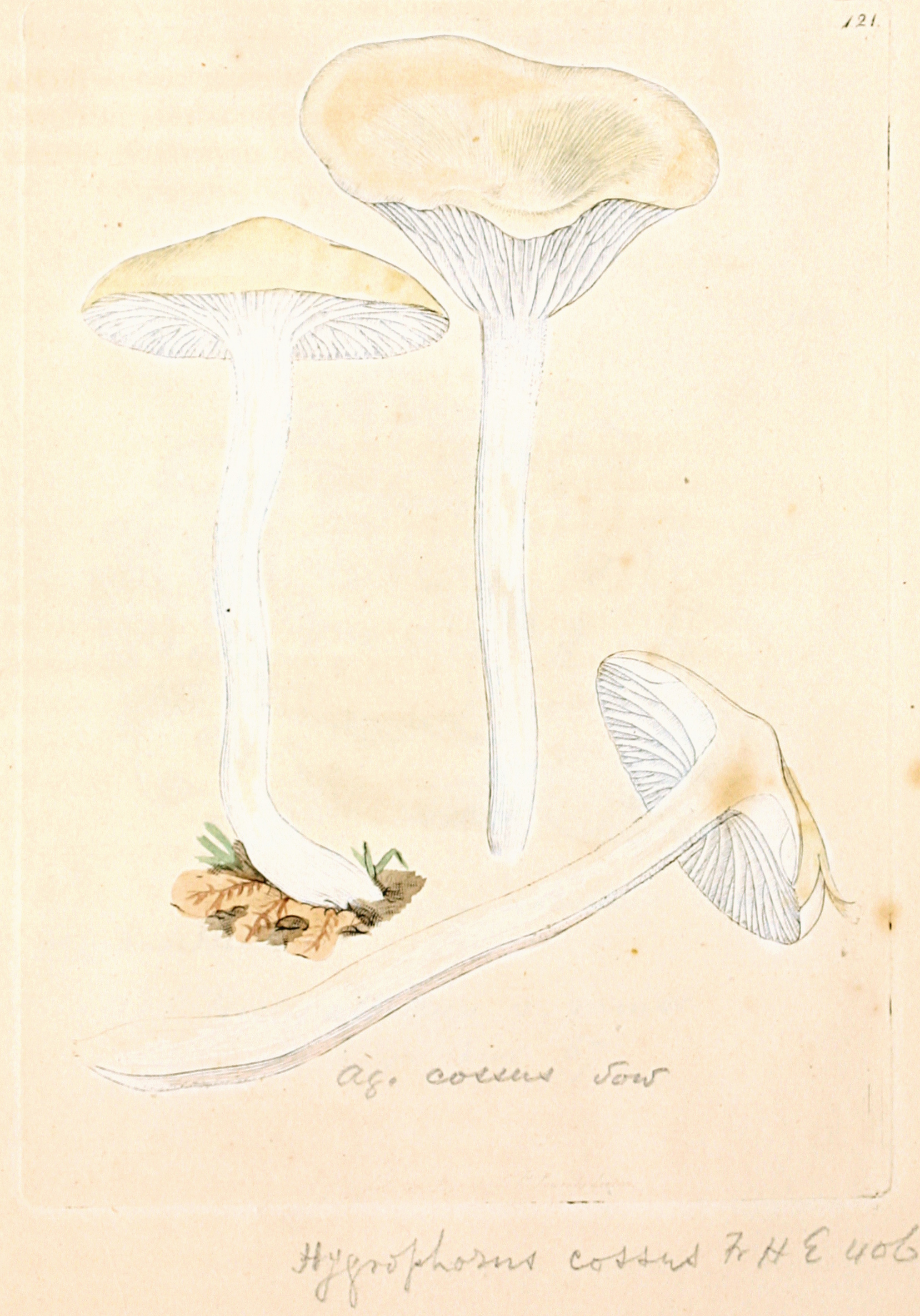
J. Sowerbys Originalzeichnung seines Agaricus cossus

## Systematik
Der Nichtverfärbende Schneckling wurde 1798 durch den britischen Naturforscher und -maler James Sowerby beschrieben. Sowerby hatte den Pilz in Peckham Wood (in der Nähe von London) gesammelt. Dabei fiel ihm auf, dass der Schleim, der den Hut des Pilzes bedeckte, einen starken Geruch verströmte, der genauso roch, wie verwundete Larven des Weidenbohrers (Cossus cossus). Daher gab er dem Pilz den wissenschaftlichen Namen Agaricus cossus. Ansonsten machte er wenig Angaben zu dem Pilz, sondern verwies auf die von ihm angefertigte Zeichnung.
1838 stellte Elias Magnus Fries die Art in die Gattung Hygrophorus und gab der Art damit ihren heute akzeptierten wissenschaftlichen Namen. Fries, der die Art wohl nicht so recht einzuordnen wusste, gibt in seiner Epicrisis systematis mycologici eine kurze und recht vage lateinische Beschreibung: Hygrophorus cossus wachse im Nadelwald und sei ansonsten Hygrophorus eburneus sehr ähnlich. Von diesem unterscheide er sich nur durch den stärkeren Geruch und die weniger weiße Farbe.
Allerdings änderte Fries in späteren Publikationen seine Auffassung, die er von diesem Taxon hatte, mehrfach. Das sorgte bei späteren Mykologengenerationen für reichlich Verwirrung und führte dazu, dass der Name von verschiedenen Mykologen ganz unterschiedlich interpretiert wurde. So gaben die schwedischen Mykologen Lundell und Nannfeldt dem in Mittelschweden recht häufigen Birken-Schneckling (Hygrophorus hedrychii) diesen Namen.
W. Neuhoff hingegen interpretierte 1962 Hygrophorus cossus als eine Art, die an die Rotbuche gebunden ist und in Mitteleuropa daher entsprechend häufig vorkommt. Andere Mykologen wie Bresinsky und Moser übernahmen Neuhoffs Auffassung, sodass der Name Hygrophorus cossus jahrzehntelang für den Verfärbenden Schneckling (Hygrophorus discoxanthus) verwendet wurde. Bereits Giacomo Bresadola, ein italienischer Priester und einer der größten Pilzexperten seiner Zeit, war 1928 zur gleichen Auffassung gelangt, da er sich, wie auch Neuhoff, dabei auf Fries’ Beschreibung in dessen Monographia Hymenomycetum Sueciae Vol. 2. (1851) stützte und nicht auf dessen Originaldiagnose.
Auch der britische Mykologe Peter D. Orton vertrat offensichtlich die Auffassung, dass Hygrophorus cossus ein Buchenbegleiter sei. Orton hatte 1979 in Devon Schnecklinge gefunden, die Hygrophorus cossus sehr ähnlich waren, aber bei Eichen wuchsen. Er hielt die Unterschiede für gravierend genug, um 1984 „seinen weißen, schleimigen Schneckling mit Cossus-Geruch“ unter dem Namen Hygrophorus quercuum (in der nicht korrekten Schreibweise 'quercorum') zu beschreiben. Dieser Name war aber nach den Nomenklaturregeln ungültig, da Rolf Singer bereits 1973 eine Art mit dem gleichen Namen beschrieben hatte. Aus diesem Grund gab Orton seinem Eichen-Schneckling den neuen Namen Hygrophorus quercetorum.
In Vorbereitung der Flora Neerlandica revidierte E. Arnolds (1986) auch die Gattung Hygrophorus. Dabei fiel ihm auf, dass die fries’sche Originalbeschreibung nicht mit Neuhoffs Artkonzeption von Hygrophorus cossus übereinstimmte. Er schlug daher vor, für Hygrophorus cossus sensu Neuhoff den alten und in Vergessenheit geratenen Namen Hygrophorus discoxanthus (Fr.) Rea zu verwenden. Auf die Frage, wie das Taxon Hygrophorus cossus nun zu interpretieren sei, gab er allerdings keine Antwort.
Bei Ortons Hygrophorus quercorum hielt er die Unterschiede zu Hygrophorus eburneus für zu gering (Vergesellschaftung mit Eichen, mehr blass creme- bis elfenbeinfarben und etwas robustere Fruchtkörper), um den Artrang zu rechtfertigen. Er schlug daher vor, Ortons Art zu einer Varietät von Hygrophorus eburneus herabzustufen. Als solche findet man das Taxon auch heute noch in vielen Checklisten (Stand 2016).
2003 untersuchten Ellen Larsson und Stig Jacobsson Typusmaterial von Sowerbys Hygrophorus cossus und Ortons Hygrophorus quercetorum. Sie sequenzierten dazu die ITS-Region der beiden Typus-Exemplare und verglichen sie mit Material von nahe verwandten Arten aus Schweden. Dabei konnten sie zeigen, dass die Hygrophorus cossus und Hygrophorus quercetorum sich phylogenetisch kaum unterscheiden und zur gleichen Art gehören. Da der ältere von Sowerby vergebene Name natürlich Vorrang hat, muss die Art Hygrophorus cossus heißen. Außerdem zeigte ihre Untersuchung, dass sich die ITS-Sequenzen der beiden Buchenbegleiter Hygrophorus discoxanthus, Hygrophorus eburnei und des Birkenbegleiters Hygrophorus hedrychii deutlich von den beiden untersuchten Typusexemplaren unterscheiden und der Artrang von Hygrophorus cossus, berechtigt ist.

## Bedeutung
Der Nichtverfärbende Schneckling gilt zwar als essbar, ist aber aufgrund seines unangenehmen Geruchs deutlich minderwertiger als der sehr ähnliche Elfenbein-Schneckling.